# Sebastian Strubel
Sebastian Strubel (* 17. September 1978 in Schwelm) ist ein ehemaliger deutscher Basketballspieler. Der 1,92 Meter große Flügelspieler bestritt acht Partien in der Basketball-Bundesliga für Schwelm.

## Laufbahn
Strubel feierte im Spieljahr 1999/2000 mit der BG RE Schwelm (später in die Schwelmer Baskets übergegangen) den Aufstieg in die 2. Basketball-Bundesliga. 2004 trug er zum Gewinn des Meistertitel in der 2. Bundesliga Nord bei, der den Aufstieg Schwelms in die Basketball-Bundesliga zur Folge hatte. In der deutschen Eliteliga wurde Strubel im Laufe der Saison 2004/05, die mit dem Abstieg endete, in acht Partien eingesetzt. Bei einer mittleren Spielzeit von 8:12 Minuten erzielte er im Schnitt 1,4 Punkte pro Partie.
Nach dem Bundesliga-Abstieg und Rückzug in die Regionalliga spielte Strubel weiterhin für die Schwelmer.